# Швейцарські американці
Швейцарські американці — американці швейцарського походження.
Швейцарська еміграція до Америки передувала утворенню Сполучених Штатів, зокрема у зв’язку з переслідуванням анабаптизму під час швейцарської Реформації та формуванням громади Амішів. У 19 столітті відбулася значна імміграція швейцарських фермерів, які віддавали перевагу сільським поселенням на Середньому Заході. Швейцарська імміграція зменшилася після 1930 року, хоча обмежена імміграція продовжується. Кількість американців швейцарського походження становить майже мільйон. Федеральне міністерство закордонних справ Швейцарії повідомило про постійне проживання швейцарських громадян у Сполучених Штатах в кількості 80 218 у 2015 році.

## Історія
Першим швейцарцем на території нинішньої території Сполучених Штатів був Теобальд (Дібольд) фон Ерлах (1541–1565). Історія церкви амішів почалася з розколу в Швейцарії в рамках групи швейцарських та ельзасських анабаптистів у 1693 році на чолі з Якобом Амманом, вихідцем з Ерленбаха-ім-Зіменталь.
Наприкінці 18 і на початку 19 століть потік швейцарських фермерів утворив колонії, зокрема в Росії та Сполучених Штатах.
До 1820 року приблизно від 25 000 до 30 000 швейцарців увійшли до Британської Північної Америки. Більшість із них оселилися в регіонах сьогоднішньої Пенсільванії, а також Північної та Південної Кароліни. У наступні роки до 1860 року прибуло приблизно стільки ж швейцарців, які проживали в основному в штатах Середнього Заходу, таких як Огайо, Індіана, Іллінойс та Вісконсин. Приблизно 50 000 прибуло між 1860 і 1880 роками, близько 82 000 між 1881 і 1890 роками, і, за оцінками, ще 90 000 протягом наступних трьох десятиліть.
Незважаючи на те, що швейцарські поселення, такі як Хайленд (Іллінойс), Нью-Гларус (Вісконсин), Нью-Берн (Північна Кароліна), Груетлі (Теннессі) і Бернштадт (Кентуккі), виникали швидко, більшість швейцарців віддавали перевагу сільським поселенням на Середньому Заході та узбережжі Тихого океану, де особливо італійські швейцарці брали участь у культурі виноградарства Каліфорнії, або потім оселилися в більш промислових і міських регіонах, таких як Нью-Йорк, Філадельфія, Піттсбург, Чикаго, Сент-Луїс, Денвер або Сан-Франциско. Оскільки спосіб життя та політичні інститути Сполучених Штатів відповідали стандартам їхньої батьківщини, більшість швейцарців без проблем розпочали нове життя у своїй частині Нового Світу і прив’язалися до обох країн.
Разом зі швейцарськими іммігрантами прийшли їхні традиції. Наприкінці 1800-х років прибуло достатня кількість швейцарців, які створили Swiss Vereins (Клуби)  для забезпечення товариства та обміну звичаями та традиціями Heimat (Батьківщина). Прикладами клубів, створених у цей період, були William Tell Verein з Окленда та Helvetia Verein із Сакраменто, засновані в 1890-х роках. Набагато пізніше для збереження швейцарської традиції Швінгена (швейцарської боротьби) на тихоокеанському узбережжі Сполучених Штатів була створена Асоціація швейцарської боротьби західного узбережжя.
Про участь швейцарських іммігрантів у Громадянській війні Девід Фогельсангер пише: «Більше швейцарців брало участь у громадянській війні в США, ніж у будь-якому іншому іноземному конфлікті, крім битви при Маріньяно в 1515 році та російської кампанії Наполеона 1812 року».
Імміграція з Швейцарії зменшилася після 1930 року через депресію та Другу світову війну, але до 1960 року прибуло ще 23 700 швейцарців, а потім з 1961 по 1990 рік – ще 29 100, багато з яких були професіоналами або працівниками американських філій швейцарських компаній, які пізніше повернулися до Швейцарії.

## Населення

### Американці Швейцарії за цифрами
Згідно з переписом населення США 2000 року, 15 міст з найбільшим населенням американців швейцарського походження є такими:
1. Нью-Йорк – 8108
2. Лос-Анджелес, Каліфорнія – 6169
3. Сан-Дієго, Каліфорнія – 4349
4. Портленд, Орегон – 4102
5. Медісон, Вісконсин – 3898
6. Фінікс, Аризона – 3460
7. Сіетл, Вашингтон – 3446
8. Сан-Франциско, Каліфорнія – 3381
9. Чикаго, Іллінойс – 3008
10. Сан-Хосе, Каліфорнія – 2661
11. Колумбус, Огайо – 2640
12. Монро, Вісконсин – 2582
13. Х’юстон, Техас – 2226
14. Даллас, Техас - 1865
15. Солт-Лейк-Сіті, штат Юта – 2105
16. Індіанаполіс, Індіана – 1939

Згідно з опитуванням американської спільноти 2007 року, штати з найбільшим населенням американців швейцарського походження є такими:
1. Каліфорнія – 117 700
2. Огайо – 86 147[7]
3. Пенсільванія – 73 912
4. Вісконсин – 61 134
5. Іллінойс – 42 194
6. Індіана – 41 540
7. Нью-Йорк – 40 113
8. Флорида – 39 001
9. Техас – 37 258
10. Вашингтон – 36 697
11. Орегон – 33 234
12. Юта – 30 606
13. Міссурі – 25 809
14. Мічиган – 25 533
15. Аризона – 24 485

### Американці Швейцарії у відсотках від загальної чисельності населення
Згідно з переписом населення США 2000 року, найвищий відсоток американців Швейцарії в будь-якому місті, селі чи іншому місці:
1. Берн, Індіана – 29,10%
2. Монтічелло, Вісконсин – 28,82%
3. Нью-Гларус, Вісконсин – 28,26%
4. Ранчо хлопчиків, Техас – 23,30%
5. Монро, Вісконсин – 18,91%
6. Пандора, Огайо – 18,90%
7. Аргайл, Вісконсин – 17,84%
8. Шугаркрік, Огайо – 17,29%
9. Елгін, Айова – 15,79%
10. Монро, Індіана – 14,35%
11. Балтика, штат Огайо – 12,91%
12. Брікервіль, Пенсільванія – 11,52%
13. Олбані, Вісконсин – 11,51%
14. Бельвіль, Вісконсин – 11,25%
15. Бланчардвіль, Вісконсин – 11,21%
16. Шипшевана, Індіана – 10,89%

тільки міста, селища та села з населенням не менше 500 осіб
Згідно з переписом населення США 2000 року, штати з найвищим відсотком людей швейцарського походження є такими:
1. Юта – 1,28%
2. Вісконсин – 0,91%
3. Айдахо – 0,87%
4. Орегон – 0,76%
5. Індіана – 0,64%

### Громади, заселені швейцарськими іммігрантами
- Бомонт, Каліфорнія
- Берн, штат Айдахо
- Берн, Канзас
- Берн, Індіана
- Бернвіль, Пенсільванія
- Велике Ведмеже озеро, Каліфорнія
- Блаффтон, штат Огайо
- Сентрал Сіті, Колорадо
- Денвер, Колорадо
- Округ Грейсон, Вірджинія
- Груетлі-Лагер, Теннессі
- Гельвеція, Західна Вірджинія
- Хайленд, Іллінойс
- Хоенвальд, штат Теннессі
- Округ Холмс, Огайо
- Холтвіл, Каліфорнія
- Долина Люцерна, Каліфорнія
- Мідуей, штат Юта
- Монро, Вісконсин
- Гора Енджел, Орегон
- Нейпервіль, Іллінойс
- Невшатель, Канзас
- Нью-Берн, Північна Кароліна
- Нью-Гларус, Вісконсин
- Ньюберн, Вірджинія
- Пейсон, штат Юта
- Піттсбург, Пенсільванія[8]
- Сакраменто, Каліфорнія[9]
- Санта-Клара, штат Юта
- Шугар-Крік, штат Огайо
- Телл Сіті, Індіана
- Вернон, Техас
- Вевей, Індіана
- Цюріх, Монтана

## Швейцарські американські історичні товариства
- Історичне товариство Букового острова, історичне товариство в Південній Кароліні, присвячене збереженню історичного острова Бук, включаючи раннє швейцарське поселення на чолі з Джоном Тоблером.[10]
- Швейцарське історичне товариство графства Гранді, історичне товариство в окрузі Гранді, штат Теннессі, на місці колишньої швейцарської колонії Груетлі.[11]
- Історичне товариство Хайленда, історичне товариство з центром у Хайленді, штат Іллінойс, на місці одного з найстаріших швейцарських поселень у Сполучених Штатах. Він був заснований у 1831 році швейцарськими піонерами із Зурзее, Швейцарія.[12]
- Німецько-швейцарське генеалогічне товариство Оринджбурга, генеалогічне товариство, зосереджене на ранніх швейцарських та німецьких поселенцях Оранжбурга, Південна Кароліна.[13]
- Історичне товариство Санта-Клари Юти, історичне товариство, присвячене збереженню раннього швейцарського поселення в Юті.[14]
- Swiss American Historical Society – зосереджується на участі швейцарців та їхніх нащадків у житті Америки, аспектах швейцарських американських відносин та історії Швейцарії[15]
- Swiss Heritage Village & Museum – заснований у 1985 році, зараз це найбільший музей під відкритим небом у Північній Індіані. Він розташований у Берні, штат Індіана.[16]
- Швейцарська культурно-історична асоціація менонітів – складається з нащадків менонітів, які іммігрували до США з України в 1870-х роках.[17]
- Швейцарський центр Північної Америки включає широкий список швейцарських клубів.
- Нащадки швейцарських поселенців було засновано у 2019 році. Товариство вшановує спадщину та досягнення швейцарських чоловіків і жінок, які оселилися в Сполучених Штатах та їхніх попередніх Тринадцяти колоніях зі Швейцарії до 5 березня 1798 року, що знаменує собою кінець Старого Швейцарії. Конфедерація.[18]